# كاتدرائية القديس أنطون البادواني (مرسين)

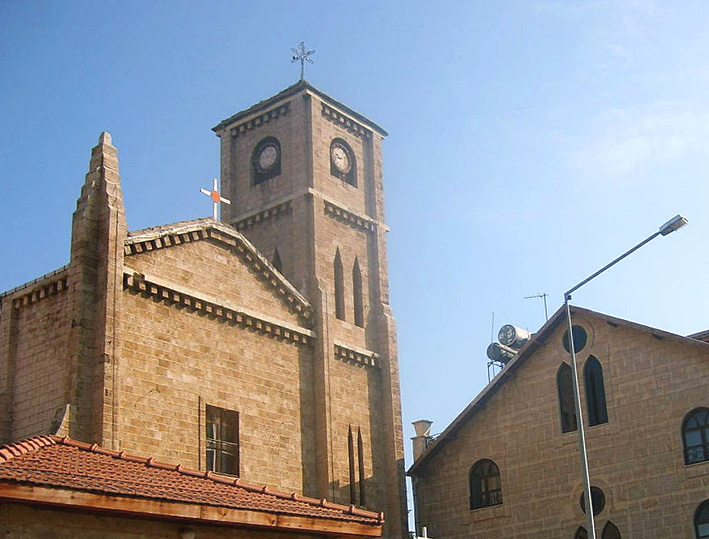
كاتدرائية القديس أنطون البادواني في مدينة مرسين.

كاتدرائية القديس أنطون البادواني (بالتركيَّة: Aziz Antuan Latin Katolik Kilisesi) أو كاتدرائية القديس أنطون البادواني اللاتينية هي كاتدرائية رومانيَّة كاثوليكيَّة تقع في مدينة مرسين في تركيا، وتقع الكاتدرائية تحت سلطة النيابة الرسولية في الأناضول.
تقع الكاتدرائية في الوسط التجاري للمدينة. في بداية القرن التاسع عشر كانت مرسين قرية صغيرة وتركز السكان المسيحيين من المنطقة في طرسوس القريبة (مسقط رأس بولس الطرسوسي). ولكن مع اقتراب منتصف القرن التاسع عشر، ازدهرت مرسين كميناء. وفي الوقت نفسه بسبب الإضطرابات بين الدروز والمسيحيين في لبنان، هاجر الكثير من المسيحيين إلى مدينة مرسين. أيضًا في هذا الوقت انتقلت القنصلية الفرنسية من طرسوس إلى مرسين ومعها انتقل معظم السكان الكاثوليك من طرسوس. أصبحت مرسين مدينة أكثر أهمية وفي عام 1853 قررت السلطات الكنسيَّة بناء كنيسة في المدينة. وفي مايو 1854 انتقل الراهب بيدير أنطونيو من طرسوس إلى مرسين.
في 18 أيلول من عام 1855، أعطى السلطان العثماني الفرمان (مرسوم) لبناء الكنيسة. استمرت الكنيسة والمدرسة الكاثوليكية المرفقة في العمل تحت إشراف الرهبان الكبوشيين حتى الحرب العالمية الأولى، حيث أغلقت المدرسة بسبب كون كل من إيطاليا وفرنسا من القوى المعارضة للدولة العثمانية. بعد توقف مؤقت أثناء الحرب، عادت المدرسة في العمل بعد نهاية الحرب. ولكن تم اغلاق المدرسة في عام 1923 ونقلت المباني إلى السلطات العامة. في حين لا تزال الكنيسة نشطة، وتخدم المجتمع المسيحي الكاثوليكي المقيم في المدينة.